# Acetilglutamato quinase
Em enzimologia uma acetilglutamato quinase (EC 2.7.2.8) é uma enzima que catalisa a reação química:
ATP + N-acetil-L-glutamato {\displaystyle \rightleftharpoons } ADP + N-acetil-L-glutamil 5-fosfato
Assim, os dois substratos desta enzima são ATP e N-acetil-L-glutamato, enquanto seus dois produtos são ADP e N-acetil-L-glutamil 5-fosfato.
Esta enzima pertence à família das transferases, especificamente aqueles que transferem grupos contendo fósforo (fosfotransferases) com um grupo carboxi como aceitador.  Essa enzima participa no ciclo da ureia e metabolismo de grupos amino.

## Nomenclatura
O nome sistemático desta classe de enzima é ATP:N-acetil-L-glutamato 5-fosfotransferase (na literatura em inglês ATP:N-acetyl-L-glutamate 5-phosphotransferase). Outros nomes de uso comum incluem:
- N-acetilglutamato 5-fosfotransferase,
- acetilglutamato fosfoquinase,
- N-acetilglutamato fosfoquinase,
- N-acetilglutamato quinase, e
- N-acetilglutâmico 5-fosfotransferase.

## Estudos estruturais
No final de 2007, 9 estruturas foram resolvidas para esta classe de enzimas, com códigos de acesso PDB 1GS5, 1GSJ, 1OH9, 1OHA, 1OHB, 2AP9, 2BTY, 2BUF e 2RD5.